# مظفري شمالي
مظفري شمالي (بالفارسية: مظفری شمالی) هي قرية تقع في قسم ليراوي الشمالي الريفي (مقاطعة ديلم) في إيران. يقدر عدد سكانها بـ 129 نسمة بحسب إحصاء 2016.